# Fernando Llorente
Fernando Javier Llorente Torres (IPA: [feɾˈnando ʎoˈɾente ˈtores]; Pamplona, Spanyolország, 1985. február 26. –) spanyol labdarúgó.  a spanyol labdarúgó-válogatott támadója.
Jelenleg az Udinese Calcio játékosa.
Karrierje az Athletic Club ifjúsági akadémiáján indult, ahol hamar kiderült, hogy az elkövetkező évtized legfontosabb játékosa lesz a klubnak, amiben 2005-ben be is mutatkozott. A 2011–2012-es szezonban 29 gólt szerzett, amivel már a Bilbao legendája lett.

## Pályafutása

### Athletic Bilbao
Néhány szezont töltött a junior szakosztályban, 2003-ban a CD Baskonia csapatában szerepelt a Tercera División-ban, 33 bajnokin 13 gólt szerzett, így tovább lépett a következő ifjúsági csapatba a Bilbao Athletic-ba, a Segunda División B-be.
Az Bilbao Athletic-ben nyújtott teljesítményével - 16 mérkőzésen 4 gólt szerzett - meggyőzte a vezetőséget és 2008 júniusáig meghosszabbították szerződését. 2005. január 16-án az Espanyol ellen debütált az első csapatban. Három nappal később a Spanyol Kupában mesterhármast ért el az UD Lanzarote ellen. A meccset végül 6–0-ra nyerte a csapat.
A 2005–2006-os a 32-rő 9-re váltotta mezszámát. A szezonban már az első mérkőzésen gólt lőtt a Real Sociedad-nak, a szezon során számos sérülés hátráltatta.
A 2006–2007-es szezonban szerződést hosszabbított 2011. júniusig, amiben 30-50 millió euró a kivásárlási ár. Negyedik csatárként kezdte a szezont Aritz Aduriz, Joseba Etxeberria, valamint Ismael Urzaiz mögött. 23 meccsen mindössze 2 gólt ért el, de az egyiket a Valencia CF ellen szerezte, ami fontos gól volt.
A 2007–2008-as bajnokság jobban sikerült számára, hiszen 11 gólt lőtt, többek között az FC Barcelona, a Villarreal CF és az Atletico Madrid kapujába is betalált. A Valencia CF ellen két mérkőzésen 4 gólt szerzett.
A 2008–2009-es idényben 14 gólt szerzett, ami jelezte már, hogy csapata egyik legjelentősebb játékosává nőtte ki magát. A következő idényben pedig az Európa-liga legeredményesebb játékosa lett 8 találattal. A 2010–11-es spanyol bajnokság legelső gólját ő szerezte a Hércules CF elleni meccsen, amit 1–0-ra nyert meg csapata. A bajnokságban 18 gólt lőtt és 1 gólt a kupában.
2012. január–február között két mérkőzésen szerzett 5 gólt, a Rayo Vallecano ellen mesterhármast, a CD Mirandes ellen a spanyol királykupában az elődöntőben pedig duplázott. A visszavágón is duplázott. Az Európa-ligában a Manchester United FC ellen 1–1 gólt szerzett, valamint a Schalke 04 ellen duplázott.

### Juventus
A Juventus hivatalos honlapja nyilvánosságra hozta, hogy a spanyol világbajnok támadó, Fernando Llorente július 1-jétől a torinói klubnál folytatja pályafutását. Az Athletic Bilbao 27 éves csatára négyéves szerzést kötött a Zebrákkal, ám csak a nyáron csatlakozik új klubjához, miután lejár a szerződése a baszkoknál. Éves fizetése 4,5 millió euró lehet.
A pamplonai születésű, bilbaói nevelés kilenc, felnőtteknél eltöltött szezon után hagyja el a baszk együttest, amelyben pályafutása során eddig 334 mérkőzésen 104 gólt szerzett. Llorente az elmúlt idényben a spanyol Király-kupa és az Európa-liga fináléjáig segítette csapatát, válogatott szinten pedig a 2010-es vb-győzelem mellett részese volt a tavalyi EB-sikernek is.
A csapat ikonjának is tekintehető támadó viszonya akkor romlott meg egyesületével, amikor tavaly augusztusban nem akarta aláírni a szerződéshosszabbítást. Az elmúlt éveket figyelembe véve a legjobb bilbaói csatárnak tekinthető Llorente a 2012–2013-as szezonban 12 meccset játszott, de csak egyszer volt kezdő, így a váltás szinte borítékolható volt.

### Sevilla
Llorente a Juventusnál eltöltött két idény után 2015 nyarán tért haza Spanyolországba, de csak egy évig volt a Sevilla játékosa. A Swansea City 2016 augusztus 5-én bejelentette, hogy megszerezte a 31 éves baszk csatárt, aki 2010-ben világbajnok, 2012-ben Európa-bajnok lett a spanyol válogatottal.

### Tottenham
2017. augusztus 31-én a Tottenham szerződtette a spanyol támadót.

### A válogatottban

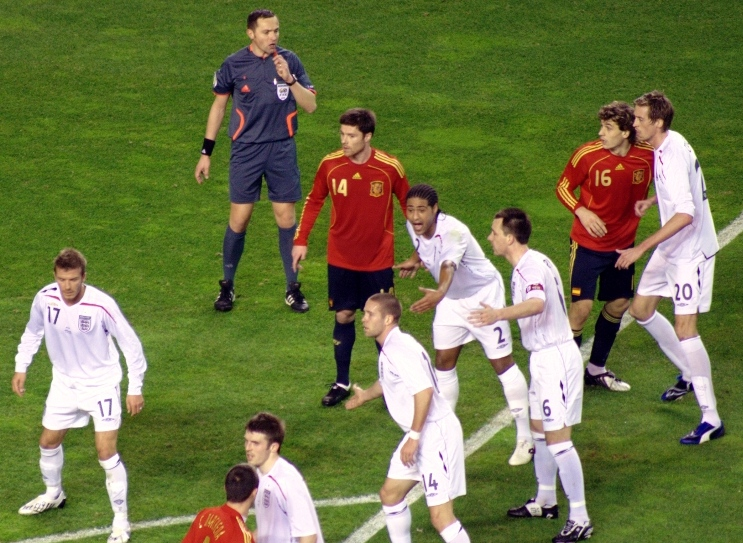
Llorente (jobbra, a 16-os számú, mellette Peter Crouch) az első válogatott gólja előtti pillanatok.

Llorente tagja volt a 2005-ös ifjúsági labdarúgó-világbajnokságon részt vevő U20-as válogatottnak. 5 gólt szerzett tornán, amivel ezüst cipős lett.
Első válogatott meccsét 2008. november 14-én játszotta Chile ellen, a 72. percben csereként lépett pályára. Első gólját Anglia ellen szerezte 2009. február 11-én. A 2009-es konföderációs kupára készülő 23 fős keretbe nevezte Vicente del Bosque-t, a Dél-afrikai labdarúgó-válogatott ellen csereként lépett pályára, majd gólt szerzett.
A 2009-10-es szezonban Bosque inkább Álvaro Negredo-t hívta a válogatottba. Viszont részt vett a 2010-es labdarúgó világbajnokságon, a Portugália elleni nyolcaddöntőben játszott csereként 30 percet.
2010. október 18-án Fernando Torres sérülése miatt bizalmat kapott. A 2012-es labdarúgó-Európa-bajnokság selejtezőjében a Litván labdarúgó-válogatott ellen duplázott, Salamancában. Négy nappal később csereként szerzett gólt a Skót labdarúgó-válogatott ellen a Hampden Park-ban. Részt vett a 2012-es labdarúgó-Európa-bajnokságon, ahol egy percet sem játszott.
Képviseli magát a Baszkföldi válogatottban, ahol 2005-ben Kameruni labdarúgó-válogatott ellen mutatkozott be, Katalóniában a Camp Nou-ban. Utoljára 2007-ben lépett pályára.

#### Válogatott góljai
| #  | Dátum               | Helyszín                              | Ellenfél     | Eredmény | Kiírás                                         |
| -- | ------------------- | ------------------------------------- | ------------ | -------- | ---------------------------------------------- |
| 1. | 2009. február 11.   | Sevilla, Spanyolország                | Anglia       | 2–0      | Barátságos                                     |
| 2. | 2009. június 20.    | Bloemfontein, Dél-afrikai Köztársaság | Dél-afrika   | 2-0      | 2009-es konföderációs kupa                     |
| 3. | 2010. május 28.     | Innsbruck, Ausztria                   | Szaúd-Arábia | 3-2      | Barátságos                                     |
| 4. | 2010. szeptember 7. | Buenos Aires, Argentína               | Argentína    | 1-3      | Barátságos                                     |
| 5. | 2010. október 8.    | Salamanca, Spanyolország              | Litvánia     | 1–0      | 2012-es labdarúgó-Európa-bajnokság (selejtező) |
| 6. | 2010. október 8.    | Salamanca, Spanyolország              | Litvánia     | 2–1      | 2012-es labdarúgó-Európa-bajnokság (selejtező) |
| 7. | 2010. október 12.   | Glasgow, Skócia                       | Skócia       | 3-2      | 2012-es labdarúgó-Európa-bajnokság (selejtező) |

## Sikerei, díjai

### Klub
- Athletic Bilbao:
  - Európa-liga döntős: 2011–2012
  - Spanyol kupa döntős: 2008–2009, 2011–2012
  - Spanyol szuperkupa döntős: 2009
- Juventus:
  - Olasz szuperkupa: 2013
  - Olasz bajnok: 2013–2014, 2014–2015, 2015–2016
- Sevilla FC:
  - Európa-liga győztes: 2015–16

### Válogatott
- Spanyol U18:
  - Mediterrán játékok: 2003
- Spanyolország:
  - Labdarúgó-Európa-bajnokság: 2012
  - Labdarúgó-világbajnokság: 2010
  - Konföderációs Kupa-bronzérmes: 2009

### Egyéni
- U20-as világbajnokság ezüstcipős: 2005

## Statisztika

### Klub
| Klub             | Bajnokság          | Szezon           | Bajnokság | Bajnokság | Kupa     | Kupa  | Nemzetközi | Nemzetközi | Összesen | Összesen |
| Klub             | Bajnokság          | Szezon           | Mérkőzés  | Gólok     | Mérkőzés | Gólok | Mérkőzés   | Gólok      | Mérkőzés | Gólok    |
| ---------------- | ------------------ | ---------------- | --------- | --------- | -------- | ----- | ---------- | ---------- | -------- | -------- |
| Baskonia         | Tercera División   | 2003–04          | 33        | 12        | –        | –     | –          | –          | 33       | 12       |
| Baskonia         | Tercera División   | Összesem         | 33        | 12        | –        | –     | –          | –          | 33       | 12       |
| Bilbao Athletic  | Segunda División B | 2004–05          | 16        | 4         | –        | –     | –          | –          | 16       | 4        |
| Bilbao Athletic  | Segunda División B | Összesen         | 16        | 4         | –        | –     | –          | –          | 16       | 4        |
| Athletic Club    | La Liga            |                  |           |           |          |       |            |            |          |          |
| Athletic Club    | La Liga            | 2004–05          | 15        | 3         | 4        | 3     | 1          | 0          | 20       | 6        |
| Athletic Club    | La Liga            | 2005–06          | 22        | 2         | 3        | 2     | –          | –          | 25       | 4        |
| Athletic Club    | La Liga            | 2006–07          | 23        | 2         | 1        | 0     | –          | –          | 24       | 2        |
| Athletic Club    | La Liga            | 2007–08          | 35        | 11        | 5        | 1     | –          | –          | 40       | 12       |
| Athletic Club    | La Liga            | 2008–09          | 34        | 14        | 9        | 4     | –          | –          | 43       | 18       |
| Athletic Club    | La Liga            | 2009–10          | 37        | 14        | 3        | 1     | 11         | 8          | 51       | 23       |
| Athletic Club    | La Liga            | 2010–11          | 38        | 18        | 3        | 1     | –          | –          | 41       | 19       |
| Athletic Club    | La Liga            | 2011–12          | 32        | 17        | 6        | 5     | 15         | 7          | 53       | 29       |
| Athletic Club    | La Liga            | 2012–13          | –         | –         | –        | –     | 2          | 0          | 2        | 0        |
| Athletic Club    | La Liga            | Összesen         | 236       | 81        | 34       | 17    | 29         | 15         | 299      | 113      |
| Karrier összesen | Karrier összesen   | Karrier összesen | 285       | 97        | 34       | 17    | 29         | 15         | 348      | 129      |

### Válogatott
| Válogatott    | Szezon   | Mérkőzés | Gól |
| ------------- | -------- | -------- | --- |
| Spanyolország |          |          |     |
| 2008          | 1        | 0        |     |
| 2009          | 4        | 2        |     |
| 2010          | 8        | 5        |     |
| 2011          | 6        | 0        |     |
| 2012          | 2        | 0        |     |
| Összesen      | Összesen | 21       | 7   |

### Egyéb
| Baszkföld | Baszkföld | Baszkföld |
| Év        | Mérkőzés  | Gólok     |
| --------- | --------- | --------- |
| 2005      | 1         | 0         |
| 2006      | 2         | 1         |
| 2007      | 2         | 0         |